# ОШ „Војвода Пријезда” Сталаћ
Основна школа „Војвода Пријезда” у Сталаћу, једна је од установа основног образовања у општини Ћићевац. Школа носи по великом војводи Пријезди, који се борио против турске војске за време владавине Турака на овим просторима.
Школа је основана у првој половини 19. века. Садашњи назив носи од 2005. године. Поред матичне школе у Сталаћу, постоје и издвојена одељења у Мрзеници и Граду Сталаћу. Настава се одвија у девет класичних учионица и пет кабинета.
Страни језици који се уче у школи су енглески и француски језик. 